# 에즈라 버징턴

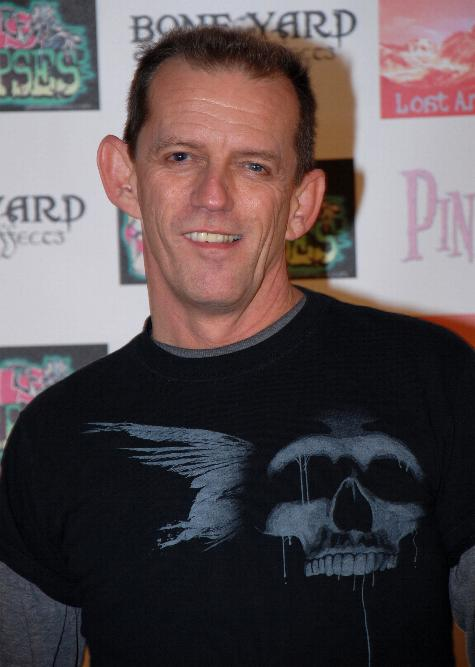

에즈라 버징턴(Ezra Buzzington, 1957년 4월 7일 ~ )은 미국의 배우이다.
인디애나주에서 태어났다.

## 출연 작품
- 모호크 (2017년)
- 블리치 (2016년)
- 트래쉬 파이어 (2016년)
- 컨택트 킬 좀비 (2013년) - 데빈 체이스 역
- 플레이 포 데스 (2013년) - 스피츠 역
- 배드 애스 (2012년)
- 초콜렛 도넛 (2012년) - 래리 역
- 로스트 레이크 (2011년) - 번 역
- 아티스트 (2011년) - 저널리스트 역
- 썸원스 노킹 앳 더 도어 (2009년)
- 스크림 오브 더 비키니 (2009년)
- 스켈레톤 인 더 데저트 (2008년) - 밥 챔버레인 역
- 스파이 스쿨 (2008년) - 미스터 베일리 역
- 줄리아 (2008년)
- 미러 (2008년) - 테렌스 베리 역
- 언더독 (2007년)
- 아트 스쿨 컨피덴셜 (2006년)
- 힐즈 아이즈 (2006년) - 고글 역
- 프레스티지 (2006년)
- 더 레인 메이커스 (2005년) - 루 역
- The Big Empty (2005) - 단편
- 젠 노이어 (2004년) - 에드 역
- 세크러테리 (2002년)
- 맨 프럼 엘리시안 필즈 (2001년)
- 사랑은 언제나 어려워 (2001년)
- 판타스틱 소녀 백서 (2000년)
- 밀리언 달러 호텔 (2000년)
- 미 마이셀프 앤드 아이린 (2000년)
- 우먼 체이서 (1999년)
- 매그놀리아 (1999년)
- 파이트 클럽 (1999년)
- A, B, C... 맨해튼 (1997년) - 잭 역

### 텔레비전
- 크로스본즈 (2014)